# Рибосомний білок L8
Рибосомний білок L8 (англ. Ribosomal protein L8) – білок, який кодується геном RPL8, розташованим у людей на короткому плечі 8-ї хромосоми.  Довжина поліпептидного ланцюга білка становить 257 амінокислот, а молекулярна маса — 28 025.
| 10         |  | 20         |  | 30         |  | 40         |  | 50         |
| ---------- |  | ---------- |  | ---------- |  | ---------- |  | ---------- |
| MGRVIRGQRK |  | GAGSVFRAHV |  | KHRKGAARLR |  | AVDFAERHGY |  | IKGIVKDIIH |
| DPGRGAPLAK |  | VVFRDPYRFK |  | KRTELFIAAE |  | GIHTGQFVYC |  | GKKAQLNIGN |
| VLPVGTMPEG |  | TIVCCLEEKP |  | GDRGKLARAS |  | GNYATVISHN |  | PETKKTRVKL |
| PSGSKKVISS |  | ANRAVVGVVA |  | GGGRIDKPIL |  | KAGRAYHKYK |  | AKRNCWPRVR |
| GVAMNPVEHP |  | FGGGNHQHIG |  | KPSTIRRDAP |  | AGRKVGLIAA |  | RRTGRLRGTK |
| TVQEKEN    |  |            |  |            |  |            |  |            |

A: Аланін

C: Цистеїн

D: Аспарагінова кислота

E: Глутамінова кислота

F: Фенілаланін

G: Гліцин

H: Гістидин

I: Ізолейцин

K: Лізин

L: Лейцин

M: Метіонін

N: Аспарагін

P: Пролін

Q: Глутамін

R: Аргінін

S: Серин

T: Треонін

V: Валін

W: Триптофан

Цей білок за функціями належить до рибонуклеопротеїнів, рибосомних білків. 
Білок має сайт для зв'язування з РНК, рРНК. 
Локалізований у цитоплазмі.